# 4B5B
4B5B – system kodowania danych cyfrowych, w którym grupa czterech bitów jest zamieniana na 5 bitów, tak by w wyjściowym ciągu 5 bitów bit o wartości 1 występował przynajmniej dwa razy.
Kodowanie jest używane w systemach, w których bit o wartości 1 zmienia poziom sygnału w kanale (np NRZI), a zmiana sygnału jest znacznikiem czasu dla następnej zmiany. Gdyby w przesyłanym sygnale nie następowały bity o wartości 1, nie występowałaby zmiana sygnału przez dłuższy czas, co mogłoby doprowadzić do desynchronizacji zegara po stronie odbiornika. Metoda 4B5B rozwiązuje ten problem poprzez przypisanie każdemu blokowi 4 bitów odpowiednich 5 bitów, tak by w wyjściowym ciągu 5 bitów bit o wartości 1 występował przynajmniej dwa razy i ciąg kolejnych zer nie był dłuższy niż 3. Ciągi 5 bitów są ustalone w słowniku.
System kodowania 4B5B został spopularyzowany przez Fiber Distributed Data Interface (FDDI) w połowie lat 80., a później został zastosowany w standardach:
- 100BASE-TX
- AES10-2003 MADI[1] (ang. Multichannel Digital Audio Interface).

Nazwa „4B5B” zazwyczaj oznacza wersję używaną w FDDI. Inne tego typu kody używane do zapisu magnetycznego są znane pod nazwą GCR (ang, Group Code Recording).

## Tabela kodowania
| Nazwa | 4b     | 5b    | Wartość/opis        |
| ----- | ------ | ----- | ------------------- |
| 0     | 0000   | 11110 | 0                   |
| 1     | 0001   | 01001 | 1                   |
| 2     | 0010   | 10100 | 2                   |
| 3     | 0011   | 10101 | 3                   |
| 4     | 0100   | 01010 | 4                   |
| 5     | 0101   | 01011 | 5                   |
| 6     | 0110   | 01110 | 6                   |
| 7     | 0111   | 01111 | 7                   |
| 8     | 1000   | 10010 | 8                   |
| 9     | 1001   | 10011 | 9                   |
| A     | 1010   | 10110 | A                   |
| B     | 1011   | 10111 | B                   |
| C     | 1100   | 11010 | C                   |
| D     | 1101   | 11011 | D                   |
| E     | 1110   | 11100 | E                   |
| F     | 1111   | 11101 | F                   |
| Q     | -NONE- | 00000 | Quiet (signal lost) |
| I     | -NONE- | 11111 | Idle                |
| J     | -NONE- | 11000 | Start #1            |
| K     | -NONE- | 10001 | Start #2            |
| T     | -NONE- | 01101 | End                 |
| R     | -NONE- | 00111 | Reset               |
| S     | -NONE- | 11001 | Set                 |
| H     | -NONE- | 00100 | Halt                |